# Meuzelle
Die Meuzelle ist ein Fluss in Frankreich, der im Département Allier in der Region Auvergne-Rhône-Alpes verläuft. Sie entspringt beim Weiler Les Boueix, im nordöstlichen Gemeindegebiet von Treignat, entwässert generell Richtung Nordwest bis West durch die Landschaft Bocage Bourbonnais und mündet nach rund 22 Kilometern im Gemeindegebiet von Vaux als linker Nebenfluss in die Magieure.

## Orte am Fluss
- La Chapelaude